# 芒羅鎮區 (密歇根州)
芒羅鎮區（英語：Munro Township）是位於美國密歇根州希博伊根縣的一個行政鎮區。

## 地方資料
芒羅鎮區的面積為91.10平方千米，當中陸地面積為73.60平方千米，而水域面積為16.50平方千米。根據2020年美國人口普查的數據，當地共有人口592人，而人口密度為每平方千米6.5人。